# NGC 2832
NGC 2832 est une très vaste galaxie elliptique dont l'enveloppe s'étend loin. Elle est qualifiée de supergéante (notation cD). Elle est située dans la constellation du Lynx. NGC 2832 a été découverte par le physicien germano-britannique William Herschel en 1785.

## Caractéristiques
NGC 2832 est une galaxie LINER, c'est-à-dire une galaxie dont le noyau présente un spectre d'émission caractérisé par de larges raies d'atomes faiblement ionisés.

### Distance
Sa vitesse par rapport au fond diffus cosmologique est de 7 142 ± 17 km/s, ce qui correspond à une distance de Hubble de 105,3 ± 7,4 Mpc (∼343 millions d'al).
À ce jour, une douzaine de mesures non basées sur le décalage vers le rouge (redshift) donnent une distance de 88,775 ± 33,058 Mpc (∼290 millions d'al), ce qui est à l'intérieur des valeurs de la distance de Hubble. Notons cependant que c'est avec la valeur moyenne des mesures indépendantes, lorsqu'elles existent, que la base de données NASA/IPAC calcule le diamètre d'une galaxie et qu'en conséquence le diamètre de NGC 2832 pourrait être d'environ 91,9 kpc (∼300 000 al) si on utilisait la distance de Hubble pour le calculer.

## Triplet de galaxies?

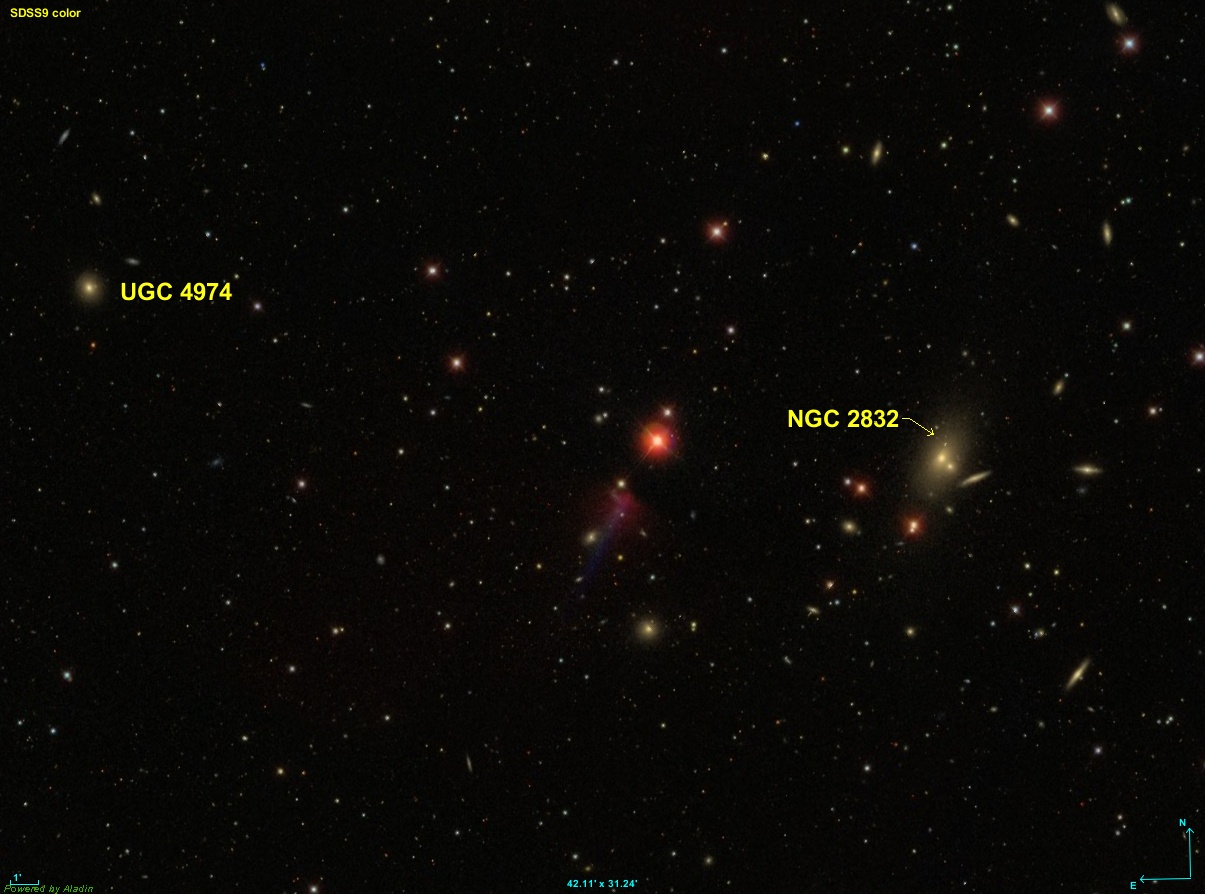
La paire de galaxies NGC 2832 et UGC 4974.

Avec les galaxies NGC 2830 et NGC 2831, NGC 2832 forment un triplet qui apparait dans l'atlas de Halton Arp sous la cote Arp 315. Mais, l'appartenance de ces trois galaxies à un groupe physique est incertaine, car leur vitesse diffère de presque 2 000 km/s. Par contre, selon Abraham Mahtessian, NGC 2832 et UGC 4974 (CGCG 0919.1+3403, noté 0919+3403 dans l'article de Mahtessian forment une paire de galaxies.  

## Supernova
La supernova SN 2014ai a été découverte dans NGC 2832 le 23 mars 2014 par l'astronome japonais Koichi Itagaki, par D.A Forbes et al. Cette supernova était de type Ia.